# Vojka (Serbia)
Vojka (cyr. Војка) – wieś w Serbii, w Wojwodinie, w okręgu sremskim, w gminie Stara Pazova. W 2011 roku liczyła 4752 mieszkańców.